# Хантсвилл (Онтарио)
Ха́нтсвилл (англ. Huntsville) — город регионального муниципалитета (района) Мускока в Онтарио в Канаде.
25—26 июня 2010 года он был местом проведения саммита Большой восьмёрки.
Город занимает площадь 68,72 км². Согласно переписи населения 2001 года население города составляло 17 338 жителей (плотность населения 24,65 чел./км²).
Поселение было основано в 1869 году капитаном Джорджем Хантом как сельскохозяйственное, названо в 1870 году в честь Ханта, ставшего первым почтмейстером.

## Население
В 2006 году население города достигло 18 280 человек, то есть выросло по сравнению с 2001 годом на 5,4 %. Средний семейный доход в 2005 году составлял 52 331 доллар, что ниже среднего по провинции (60 455 долларов).
Расовый состав
- 95 % — белые
- 4 % — индейцы
- 1 % — китайцы

Конфессиональная принадлежность
- 57,0 % — протестанты
- 15,6 % — католики
- 2,0 % — христиане других конфессий
- 0,08 % — иудеи

Возрастные группы
- 16,5 % — 0—14 лет
- 65,2 % — 15—64 лет
- 18,3 % — старше 65 лет